# Синергізм
Синергізм (грецьк. sunergos – той, що діє разом; співпраця): 
- у економіці — додаткові економічні переваги, що утворюються у разі успішного об'єднання двох чи декількох підприємств (їхнього злиття чи поглинання). Джерелом цих переваг є ефективніше використання сукупного фінансового потенціалу, взаємодоповнення технологій та продукції, яку вони виробляють, можливість зниження рівня їхніх поточних витрат, зокрема адміністративних, та інші аналогічні чинники. Образно ефект синергізму можна описати формулою (1 + 1) = 3. Ефект синергізму використовують для прогнозування потенційного прибутку чи ринкової вартості сукупних активів підприємств, що об'єднуються.
- у хімії – явище посилення дії одного каталізатора додаванням іншого.
- у богослов'ї — це концепція в християнському богослов'ї, згідно з якою спасіння досягається за допомогою співпраці між божественною благодаттю і свободою волі людини. Взаємодія Бога і людини в справі порятунку людини, бо людині неможливо врятуватися без Бога, і Богу неможливо врятувати людину без волі самої людини.